# Sohland an der Spree
Sohland an der Spree (hornolužickosrbsky Załom, česky  zastarale Zálom) je obec v Horní Lužici v německé spolkové zemi Sasko. Nachází se v zemském okrese Budyšín a má přibližně 6 500 obyvatel.

## Geografie
Obec Sohland an der Spree leží v historickém území Horní Lužice na hranici s Českem. Obcí protéká řeka Spréva, na které je vybudovaná vodní nádrž. Nejvyšším bodem je Kälbersteine (487 m n. m.). Sohlandem prochází železniční trať Oberoderwitz – Wilthen.

## Správní členění
Sohland an der Spree se dělí na 3 místní části:
- Sohland an der Spree
- Taubenheim/Spree
- Wehrsdorf

## Pamětihodnosti
- rozhledna věž prince Friedricha Augusta z roku 1900
- hvězdárna Bruno H. Bürgela
- třípanský kámen na hranici s českou Lipovou
- evangelicko-luterský kostel
- soubor podstávkových domů